# Bundes-Apothekerordnung
Die Bundes-Apothekerordnung (BApO) ist ein deutsches Gesetz und regelt die Grundsätze der Aufgaben und Ausbildung sowie die Voraussetzungen zur Berufsausübung von Apothekern in Deutschland.

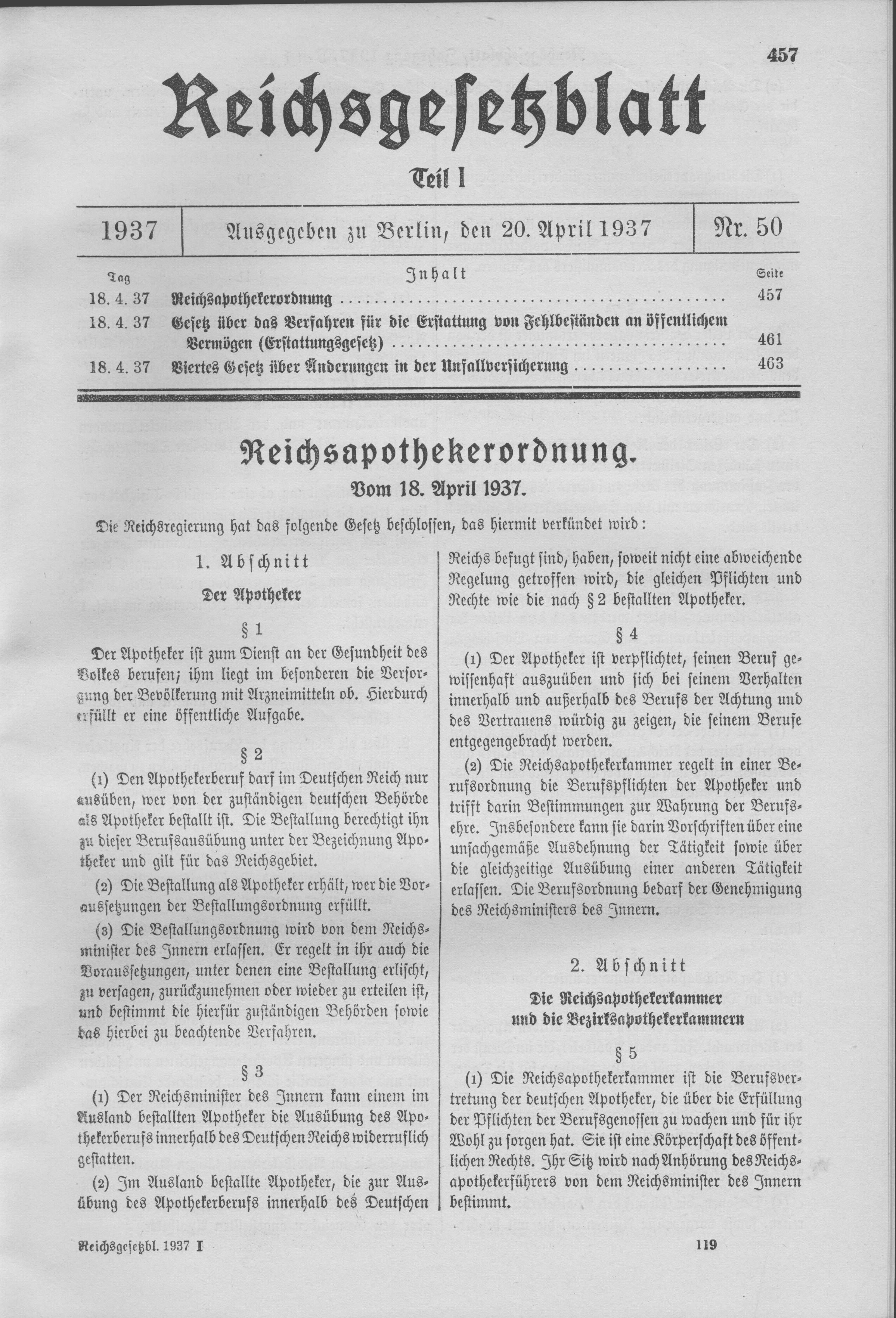
Reichsapothekerordnung vom 18. April 1937

## Gesetzlicher Auftrag der Apothekerschaft
Die allgemeine Aufgabe des Apothekers als Heilberufler und Fachmann für Arzneimittel wird wie folgt definiert:

„Der Apotheker ist berufen, die Bevölkerung ordnungsgemäß mit Arzneimitteln zu versorgen. Er dient damit der Gesundheit des einzelnen Menschen und des gesamten Volkes.“

## Berufsausübung mit Approbation
Die Ausübung des Apothekerberufs und die Führung der geschützten Berufsbezeichnung Apotheker bedarf grundsätzlich der deutschen Approbation als Apotheker. Die BApO regelt daher allgemeine Voraussetzungen hierfür und ermächtigt das Bundesgesundheitsministerium zum Erlass der Approbationsordnung für Apotheker (AAppO). Diese enthält detaillierte Vorschriften zur pharmazeutischen Ausbildung.
Für die Erteilung einer Approbation müssen u. a. folgende Voraussetzungen erfüllt sein:

Der Antragsteller muss
- (weggefallen)[1] deutscher Staatsangehöriger, oder Staatsangehöriger eines anderen EU-Staats oder eines im Sinne der BApO gleichgestellten Staats sein. Zur letzteren Gruppe zählen Norwegen, Island, Liechtenstein und die Schweiz.
- würdig und gesundheitlich geeignet sein, den Apothekerberuf auszuüben. Hierzu müssen bei der Beantragung der Approbation ein polizeiliches Führungszeugnis und ein ärztliches Attest vorlegt werden.
- Kenntnisse der deutschen Sprache aufweisen.
- nach Abschluss des Pharmaziestudiums die deutsche Pharmazeutische Prüfung erfolgreich absolviert haben; alternativ ist auch die Antragstellung nach Abschluss einer gleichgestellten Ausbildung zulässig.

Wer in Deutschland Pharmazie studiert und eine Approbation als Apotheker erlangt hat, dem stehen beruflich viele Wege offen. Pharmazeuten arbeiten in verschiedensten Funktionen für eine sichere Arzneimittelversorgung – in der Herstellung, Prüfung und Zulassung von Arzneimitteln ebenso wie in der Information und Beratung zu Medikamenten. Sie sind nicht nur in öffentlichen Apotheken und Krankenhäusern, sondern auch in Behörden, Körperschaften, Forschungs- und Lehreinrichtungen sowie der Industrie tätig. Ende 2014 waren von den knapp 62.000 berufstätigen Apothekern in Deutschland rund 12.000 außerhalb von öffentlichen Apotheken beschäftigt.

## Berufsausübung ohne Approbation
Alternativ zur deutschen Approbation kann auch eine Erlaubnis zur Ausübung des Apothekerberufs erteilt werden. Dies betrifft insbesondere Personen, die nicht Staatsangehörige von EU-Staaten sind, aber dennoch aufgrund ihrer Ausbildung und der persönlichen Eignung zur Ausübung des Apothekerberufs geeignet sind. Unbefristete Erlaubnisse können Kindern oder Ehegatten von EU-Staatsbürgern erteilt werden, wenn sie die deutsche oder eine gleichgestellte Ausbildung zum Apotheker absolviert haben. Erlaubnisinhaber haben die gleichen Rechte und Pflichten wie approbierte Apotheker.
Im Zuge der europäischen Einigung ist gem. Artikel 50 EG-Vertrag außerdem eine vorübergehende und gelegentliche Ausübung von Dienstleistungsberufen – hierzu zählen auch der Apothekerberuf als freier Beruf – durch Staatsangehörige anderer EU-Staaten ohne gesonderte Erlaubnis zulässig. Diese Tätigkeit ist bei den zuständigen Überwachungsbehörden meldepflichtig.